# Darko Velkovski
Darko Velkovski (makedonska: Дарко Велковски), född 21 juni 1995, är en makedonsk fotbollsspelare som spelar för HNK Rijeka. Han representerar även Nordmakedoniens landslag.